# Пак, Николай Васильевич
Николай Васильевич Пак (1 января 1926 года, село Римская Корсаковка, Посьетский район, Приморский край, РСФСР — 1989 год, Алма-Ата, Казахская ССР) — колхозник, звеньевой свекловодческого звена колхоза имени Горького Каратальского района Талды-Курганской области, Казахская ССР. Герой Социалистического Труда (1948).

## Биография
Родился в 1926 году в селе Римская Корсаковка Посьетского района Приморского края (по другим данным — Корее).
В 1937 году вместе с родителями депортирован на спецпоселение в Каратальский район Талды-Курганской области Казахской ССР. Трудовую деятельность начал в 1941 году после окончания восьми классов средней школы, вступив в колхоз имени Максима Горького Каратальского района. Во время Великой Отечественной войны был призван на трудовой фронт. Работал связистом военизированной пожарной охраны треста «Газопромысел» в Ухте, Коми АССР (1942—1946). В 1943 году стал сиротой, потеряв отца, погибшего на фронте Великой Отечественной войны. В 1946 году возвратился в колхоз имени Максима Горького, где вскоре был назначен в возрасте двадцати лет звеньевым свекловодческого звена.
В 1947 году свекловодческого звено под управлением Николая Пака собрало с участка площадью 3 гектара по 818 центнеров сахарной свеклы и с участка площадью 4,5 гектаров. Указом Президиума Верховного Совета СССР от 28 марта 1948 года удостоен звания Героя Социалистического Труда с вручением ордена Ленина и золотой медали «Серп и Молот».
В 1950 году окончил Семипалатинскую школу по подготовке руководителей колхозов по специальности «агроном». С 1951 года — агроном колхоза «Ленинский путь». В 1956 году окончил Омский сельскохозяйственный институт, получив специальность «агроном-экономист». Потом трудился агрономом на различных сельскохозяйственных предприятиях: главный агроном на Асановской МТС Полудинского района Северо-Казахстанской области (1956—1958), главный агроном по техническим культурам Алма-Атинского областного управления сельского хозяйства (1958—1959), главный агроном овоще-молочного совхоза «Каскеленский» Алма-Атинской области (1959—1961), главный агроном Алма-Атинского треста совхозов Кескеленского района (1961).
С 1961 года — заместитель председателя Талды-Курганского горисполкома, главный агроном колхозно-совхозного управления производства и заготовок продуктов сельского хозяйства Талды-Курганского облисполкома. В 1963 году назначен директором свекловодческого совхоза «Кос-Агат» Аксуйского района. С 1970 года — руководитель инспекции Министерства заготовок Казахской ССР, главный агроном треста «Главзаготскототкорм», главный экономист Главживпрома Министерства сельского хозяйства Казахской ССР.
С 1981 года проживал в Джезказгане. До 1985 года работал директором совхозтехникума, экономистом по труду, гидротехником.
Скончался в 1989 году в Алма-Ате.
Награды
- Герой Социалистического Труда (1948);
- Орден Ленина (1948);
- Медаль «За доблестный труд в Великой Отечественной войне 1941—1945 гг.»;